# Tour du Haut-Var 2011
Il Tour du Haut-Var 2011, quarantatreesima edizione della corsa e valida come evento del circuito UCI Europe Tour 2011 categoria 2.1, terza edizione come corsa tappe. Si svolse in due tappe dal 19 al 20 febbraio 2011, su un percorso di circa 375,8 km. Fu vinto dal francese Thomas Voeckler che terminò la gara con il tempo di 9h14'13", alla media di 40,68 km/h.
Al traguardo di Draguignan 88 ciclisti conclusero il tour.

## Tappe
| Tappa  | Data        | Percorso                  | km    | Vincitore di tappa | Leader cl. generale |
| ------ | ----------- | ------------------------- | ----- | ------------------ | ------------------- |
| 1ª     | 20 febbraio | La Croix-Valmer > Grimaud | 168,8 | Samuel Dumoulin    | Samuel Dumoulin     |
| 2ª     | 21 febbraio | Draguignan > Draguignan   | 207   | Julien Antomarchi  | Thomas Voeckler     |
| Totale | Totale      | Totale                    | 375,8 |                    |                     |

## Squadre e corridori partecipanti
| N.    | Cod. | Squadra                     |
| ----- | ---- | --------------------------- |
| 1-8   | GRM  | Team Garmin-Cervélo         |
| 11-18 | ALM  | AG2R La Mondiale            |
| 21-28 | FDJ  | FDJ                         |
| 31-38 | EUC  | Team Europcar               |
| 41-48 | COF  | Cofidis, le Crédit en Ligne |
| 51-58 | MOV  | Movistar Team               |
| 61-68 | EUS  | Euskaltel-Euskadi           |
| 71-78 | SBS  | Saxo Bank-Sungard           |
| 81-88 | SAU  | Saur-Sojasun                |

| N.      | Cod. | Squadra                 |
| ------- | ---- | ----------------------- |
| 91-98   | SKS  | Skil-Shimano            |
| 101-108 | TT1  | Team Type 1-Sanofi      |
| 111-118 | RLM  | Roubaix-Lille Métropole |
| 121-128 | BSC  | Bretagne-Schuller       |
| 131-138 | VWA  | Verandas Willems-Accent |
| 141-148 | AUB  | BigMat-Auber 93         |
| 151-158 | EDR  | Endura Racing           |
| 161-168 | APP  | Team NetApp             |
| 171-178 | LPM  | La Pomme Marseille      |

## Dettagli delle tappe

### 1ª tappa
- 19 febbraio: La Croix-Valmer > Grimaud – 168,8 km

Risultati
| Pos. | Corridore         | Squadra       | Tempo    |
| ---- | ----------------- | ------------- | -------- |
| 1    | Samuel Dumoulin   | Cofidis       | 4h00'05" |
| 2    | Rinaldo Nocentini | AG2R La Mond. | s.t.     |
| 3    | Thomas Voeckler   | Europcar      | a 1"     |

| Pos. | Corridore         | Squadra       | Tempo    |
| ---- | ----------------- | ------------- | -------- |
| 1    | Samuel Dumoulin   | Cofidis       | 4h00'05" |
| 2    | Rinaldo Nocentini | AG2R La Mond. | s.t.     |
| 3    | Thomas Voeckler   | Europcar      | a 1"     |

### 2ª tappa
- 20 febbraio: Draguignan > Draguignan – 207 km

Risultati
| Pos. | Corridore          | Squadra   | Tempo    |
| ---- | ------------------ | --------- | -------- |
| 1    | Julien Antomarchi  | Vélo-Club | 5h14'07" |
| 2    | Thomas Voeckler    | Europcar  | s.t.     |
| 3    | José Joaquín Rojas | Movistar  | a 29"    |

| Pos. | Corridore         | Squadra       | Tempo    |
| ---- | ----------------- | ------------- | -------- |
| 1    | Thomas Voeckler   | Europcar      | 9h14'13" |
| 2    | Julien Antomarchi | Vélo-Club     | a 8"     |
| 3    | Rinaldo Nocentini | AG2R La Mond. | a 28"    |

## Classifiche finali

### Classifica generale
| Pos. | Corridore            | Squadra       | Tempo    |
| ---- | -------------------- | ------------- | -------- |
| 1    | Thomas Voeckler      | Europcar      | 9h14'13" |
| 2    | Julien Antomarchi    | Vélo-Club     | a 8"     |
| 3    | Rinaldo Nocentini    | AG2R La Mond. | a 28"    |
| 4    | José Joaquín Rojas   | Movistar      | a 29"    |
| 5    | Rémi Pauriol         | FDJ           | a 37"    |
| 6    | David Moncoutié      | Cofidis       | s.t.     |
| 7    | Samuel Dumoulin      | Cofidis       | a 53"    |
| 8    | Chris Anker Sørensen | Saxo Bank     | s.t.     |
| 9    | Cédric Pineau        | FDJ           | a 54"    |
| 10   | Gorka Izagirre       | Euskaltel     | s.t.     |

### Classifica a punti
| Pos. | Corridore          | Squadra       | Tempo |
| ---- | ------------------ | ------------- | ----- |
| 1    | Thomas Voeckler    | Europcar      | 36    |
| 2    | José Joaquín Rojas | Movistar      | 30    |
| 3    | Rinaldo Nocentini  | AG2R La Mond. | 29    |
| 4    | Samuel Dumoulin    | Cofidis       | 28    |
| 5    | Julien Antomarchi  | Vélo-Club     | 25    |

### Classifica scalatori
| Pos. | Corridore         | Squadra       | Tempo |
| ---- | ----------------- | ------------- | ----- |
| 1    | Jérémy Roy        | FDJ           | 25    |
| 2    | Arthur Vichot     | FDJ           | 22    |
| 3    | Maxime Bouet      | AG2R La Mond. | 14    |
| 4    | Dimitri Le Boulch | BigMat        | 12    |
| 5    | Mikaël Cherel     | AG2R La Mond. | 12    |

### Classifica giovani
| Pos. | Corridore         | Squadra      | Tempo    |
| ---- | ----------------- | ------------ | -------- |
| 1    | Gorka Izagirre    | Euskaltel    | 9h15'07" |
| 2    | Peter Stetina     | Garmin       | a 8"     |
| 3    | Thibaut Pinot     | FDJ          | a 24"    |
| 4    | Dimitri Claeys    | Team NetApp  | a 1'28"  |
| 5    | Anthony Delaplace | Saur-Sojasun | s.t.     |

### Classifica a squadre
| Pos. | Squadra          | Tempo     |
| ---- | ---------------- | --------- |
| 1    | Cofidis          | 12h00'33" |
| 2    | AG2R La Mondiale | s.t.      |
| 3    | Team Europcar    | a 1"      |
| 4    | FDJ              | s.t.      |
| 5    | Movistar Team    | s.t.      |